# Brick Bradford
Brick Bradford ist ein Science-Fiction-Comic von William Ritt (Text) und Clarence Gray (Zeichnungen), der ab 1933 als Tagesstrip in den USA erschien und als erster Comic die regelmäßige Zeitreise thematisierte.
Der Comic war eine an Buck Rogers angelehnte Abenteuergeschichte, die sich zu einer Space Opera mit Dinosauriern, intergalaktischen Bösewichten, Robotern und Reisen in subatomare Welten entwickelte.

## Inhalt
Die ersten Abenteuer beruhen noch auf einer Vorläuferidee der Science Fiction, der „vergessenen Welt“ oder der „vergessenen Zivilisation“ (Lost World und Lost Race). Der Held kämpft hier in einem fremden Land gegen einen isoliert lebenden Inka-Stamm und darauf gegen eine Gruppe übriggebliebener Wikinger.
Ab April 1935 erhielt die Serie eine Zeitmaschine oder Zeitkapsel, den „Time Top“, mit dem Brick nicht nur beliebig durch Zukunft und Vergangenheit reisen konnte, sondern bald auch in die Mikrowelt der Atome. 1939 erschien das Abenteuer Voyage in a Coin, das Brick in das Miniaturuniversum einer Kupfermünze führt. (Diese Idee findet sich erstmals 1919 im SF-Roman von Ray Cummings The girl in the Golden Atom.) Damit war die Geschichte nicht mehr an eine bestimmte Zeitperiode oder einen bestimmten Raum gebunden.
„Fand sich ausnahmsweise einmal keine mystische Kultur irgendwo im Inneren Asiens oder Afrikas, dann konnte sich Brick auch mit gewöhnlichen Verbrechern begnügen. „Brick Bradford“ war, mit anderen Worten, ein „Universal Comic“, der Dschungelserie, Krimi, allgemeine Abenteuererzählung und SF in sich vereinte.“
Die in den USA erfolgreiche Serie wurde schon früh von King Features in Comic-Books nachgedruckt und hielt sich als Zeitungsstrip bis April 1987.

## Film-Adaptionen
„Brick Bradford“ ist der Titel eines 12-teiligen Serial (1947) von Columbia Pictures mit Kane Richmond als Brick. Hierbei wird Brick von der UNO beauftragt, ein Raketenabwehrsystem zu beschützen, das der Wissenschaftler Doktor Tymak konzipiert hat. Mittels eines „Kristalltores“ reist er erst zum Mond und dann zurück in das 18. Jahrhundert – immer, um den Wissenschaftler und Teile der Geheimformel zu retten. Die Kritik urteilt: „Die unstete Handlung wird durch eine Regie wieder wett gemacht die sich durch eine gewisse Selbstironie auszeichnet. Dieses Serial bleibt eine der unterhaltsamsten Billigproduktionen aus dem Bereich der Serials.“

## Rezeption
Vor seinem Krebstod konzipierte der kanadische Künstler Jerry Pethick (1935–2003) eine große Bronzeskulptur in Gestalt des Time Top, wie sie aus dem Comic-Strip bekannt ist. Er war 1935 in London, Ontario geboren und aufgewachsen und erzählt: „1942 lebten wir in einem Haus mit einer Bogenwölbung zwischen Wohnzimmer und Speisezimmer. Der Bogen separierte für mich die Gegenwart von jeder anderen Zeit und so konnte ich mit Hilfe dieses Tores meine Imiginationen aufsteigen lassen wie in Brick Bradford’s Time Top.“
Nach seinem Tod führte seine Ehefrau Margaret Pethick das Projekt fort. Dabei wurde die Skulptur 2 Jahre in Meerwasser untergetaucht und an eine Stromquelle angeschlossen, so dass die Oberfläche oxidierte und eine Patina mit Muscheln ansetzte. Im August 2006 wurde das Objekt auf einem Festplatz auf False Creek, Vancouver, Britisch-Kolumbien, installiert.